# Podarmus atlantica
Podarmus atlantica är en ringmaskart som beskrevs av Monro 1930. Podarmus atlantica ingår i släktet Podarmus och familjen Polynoidae. Inga underarter finns listade i Catalogue of Life.